# Cody・Lee (李)
Cody・Lee (李)（コーディリー）は、日本のロックバンド。
所属事務所はソニー・ミュージックアーティスツ。レーベルはKi/oon Music。

## 来歴
同じ大学だった者どうしで2018年8月に結成。同月、1stシングル『drizzle』をリリース。同年11月10日、「ビクターロック祭り番外編 Dog Run Circuit'18」出演、2019年2月9日「ワン !チャン !! ～ビクターロック祭り2019への挑戦～」へ出演。
2019年1月、Eggs内オーディション「LIVE BOOSTER」でグランプリを獲得。同年8月、オーディション「TIP OFF ACT」でグランプリを獲得。これにより翌月の「BAYCAMP」への出演を果たす。同年4月、1stミニアルバム『シティボーイズ・オン・ザ・ラン』をリリース。
2020年1月、サポートメンバーであった尾崎リノ（Vo.Ag.) が正式に加入。同年4月、自主レーベル〈sakuramachi records〉を発足。同年11月12日、YouTubeにて無料配信ライブ「体温の確かめ方 at your room」を開催。同年12月16日、1stフルアルバム『生活のニュース』をリリース。
2020年公開の『我愛你』のMVが突然日本国外でヒットし、公開2か月で100万回再生を越えた。
2022年5月25日、ソニー・ミュージックレーベルズのKi/oon Musicよりメジャーデビュー、フルアルバム『心拍数とラブレター、そして優しさ』をリリース。同年10月から11月にかけて、全国5か所を廻る自主企画ツアー「Cody・Lee（李）SPECIAL LIVE TOUR ようこそ!すももハイツへ -3LDK-」を開催予定。ミュージシャン、芸人との組み合わせによるスリーマンライブとなる。
2023年『在夜市再見』MVに高橋が翻訳サイト（Deepl翻訳）を駆使してファンだった台湾の女優・モデル陳妤蓁にSNSで直接オファーし出演が決定した。2023年8月11日、メンバーの尾崎リノ（Vo.Ag.）が卒業することが発表された。
2024年公開の『烏托邦』MVは、台湾の映像作家・劉立に直接DMでオファーし、台湾でオール日本国外スタッフで撮影した。同年4月には中国最大規模の音楽フェスティバルにも参加、台北でも初のワンマンライブを開催した。日本国内と国外のライブの数が半々という状態になっている。

## メンバー
高橋 響（たかはし ひびき）- ボーカル・ギター。
生年月日は、1998年5月12日（27歳）。
岩手県花巻市桜町出身。
岩手県立花巻北高等学校出身。
身長172.0cm。
もともと高橋が宅録していた個人プロジェクトの名前が「Cody・Lee（李）」だった。つまり、高橋以外のメンバーは「Cody・Lee（李）」に後から加入する形式で参加したことになる。
メンバーで唯一、普通自動車免許を持っていなかったが、2025年6月に自動車免許を取得。
力毅（りき）- ギター・コーラス。
生年月日は、1998年10月30日（26歳）。
旧名は、山口力毅（やまぐち りき）。
身長170.6cm。
ドラムスの原とは、高校時代に音楽系のSNSを通じて知り合いだった。同じ大学へ進学することもあり、Cody・Lee（李）の結成前から交流を深めていた。
ニシマ ケイ - ベース・コーラス。
生年月日は、1995年10月24日（29歳）。
岩手県滝沢市出身。身長170.4cm。
旧名は、西間慧（読みは同じ）。
2021年2月に正式加入。
高橋の地元の先輩であり、ニシマが別のバンドを組んでいた時期から高橋とは交流があった。なお、Cody・Lee（李）に加入した当初はベースが不足している3つのバンドを掛け持ちしていた。
原 汰輝（はら たいき）- ドラムス・コーラス。
生年月日は、1999年1月20日（26歳）。
身長165.6cm。
高橋、力毅と同じ大学に入学したが、入学後わずか2か月で大学を中退。そのため、Cody・Lee（李）が結成された時点では既に在学していなかった。なお、高橋にとっては大学で初めてできた友人だったため、原が急に中退したことでしばらく高橋は一人となった。
中退後は別のバンドを組んで活動していたが、中退後も度々大学に顔を出し、後にCody・Lee（李）に加入していた。

### 旧メンバー
藤田すみれ - ボーカル・アコースティックギター。
2019年8月脱退。
花岡飛如 - ベース・コーラス。
2019年8月脱退。
川添拓海 - マニピュレーター・DJ。
2019年8月脱退。
尾崎リノ（おざき リノ）- ボーカル・アコースティック・ギター。
生年月日は1999年2月22日（26歳）、千葉県生まれ。
シンガーソングライター、ソロプロジェクト「尾崎リノと幽霊」としても活動。
2023年9月卒業。

## ディスコグラフィー

### シングル
|              | 発売日         | タイトル                                                  | 収録曲                                                     | 収録アルバム                     |
| ------------ | -------------- | --------------------------------------------------------- | ---------------------------------------------------------- | -------------------------------- |
| 1st          | 2018年8月11日  | drizzle                                                   | 1. drizzle 2. キャスパー                                   | 生活のニュース                   |
| 2ndデジタル  | 2019年11月1日  | I'm sweet on you（BABY I LOVE YOU）                       | 1. I'm sweet on you（BABY I LOVE YOU）                     | 生活のニュース                   |
| 3rdデジタル  | 2020年4月29日  | 桜町                                                      | 1. 桜町                                                    | 生活のニュース                   |
| 1stアナログ  | 2020年8月8日   | 桜町                                                      | 1. 桜町 2. 東京                                            | 生活のニュース                   |
| 2ndアナログ  | 2020年11月3日  | I'm sweet on you（BABY I LOVE YOU） / キャスパー（7inch） | 1. I'm sweet on you（BABY I LOVE YOU） 2. キャスパー       | 生活のニュース                   |
| 3rdアナログ  | 2021年6月12日  | 我愛你 / drizzle（7inch）                                 | 1. 我愛你 2. drizzle（2020）                               | 生活のニュース                   |
| 4thデジタル  | 2021年6月23日  | 悶々                                                      | 1. 悶々                                                    | 心拍数とラヴレター、それと優しさ |
| 5thデジタル  | 2021年8月1日   | 異星人と熱帯夜                                            | 1. 異星人と熱帯夜                                          | 心拍数とラヴレター、それと優しさ |
| 6thデジタル  | 2021年10月27日 | LOVE SONG                                                 | 1. LOVE SONG                                               | 心拍数とラヴレター、それと優しさ |
| 7thデジタル  | 2021年12月24日 | しろくならない                                            | 1. しろくならない                                          | 心拍数とラヴレター、それと優しさ |
| 8thデジタル  | 2022年3月15日  | 世田谷代田                                                | 1. 世田谷代田                                              | 心拍数とラヴレター、それと優しさ |
| 9thデジタル  | 2022年8月10日  | 冷やしネギ蕎麦 - Hikaru Arata Remix                       | 1. 冷やしネギ蕎麦 - Hikaru Arata Remix                     | 未収録                           |
| 10thデジタル | 2022年10月10日 | DANCE風呂a! feat.SIKK-O                                   | 1. DANCE風呂a! feat.SIKK-O                                 | 未収録                           |
| 11thデジタル | 2023年2月1日   | 1096                                                      | 1. 1096                                                    | 未収録                           |
| 12thデジタル | 2023年4月7日   | おどる ひかり                                             | 1. おどる ひかり                                           | ひかりのなまえ EP                |
| 13thデジタル | 2023年5月26日  | 在夜市再見 (feat. タブゾンビ)                             | 1. 在夜市再見 (feat. タブゾンビ)                           | ひかりのなまえ EP                |
| 14thデジタル | 2023年9月4日   | さよuなら                                                 | 1. さよuなら                                               | 最後の初恋                       |
| 15thデジタル | 2023年11月21日 | 涙を隠して (Boys Don't Cry)                               | 1. 涙を隠して (Boys Don't Cry)                             | 最後の初恋                       |
| 16thデジタル | 2024年1月17日  | 烏托邦                                                    | 1. 烏托邦 2. 烏托邦 -Instrumental-                         | 最後の初恋                       |
| 17thデジタル | 2024年2月28日  | イエロー                                                  | 1. イエロー 2. イエロー -Instrumental-                     | 最後の初恋                       |
| 18thデジタル | 2024年5月15日  | 生活                                                      | 1. 生活 2. 生活 -Instrumental-                             | 最後の初恋                       |
| 19thデジタル | 2024年11月18日 | 君の彼氏になりたい                                        | 1. 君の彼氏になりたい 2. 君の彼氏になりたい -Instrumental- | 未收錄                           |
| 20thデジタル | 2025年2月26日  | Ghost (feat. 洪佩瑜)                                      | 1. Ghost 2. Ghost -Instrumental-                           | 未收錄                           |
| 21stデジタル | 2025年6月25日  | ダンスする惑星                                            | 1. ダンスする惑星 2. ダンスする惑星 -Instrumental-         | 未收錄                           |
| 22ndデジタル | 2025年8月6日   | 月面接吻                                                  | 1. 月面接吻                                                | 未收錄                           |

## タイアップ一覧
| 使用年 | 曲名                         | タイアップ先                                                                                   |
| ------ | ---------------------------- | ---------------------------------------------------------------------------------------------- |
| 2021年 | 我愛你                       | ABEMA『ABEMA Prime』オープニングテーマ（2021年4月 - 2022年4月1日）/2021年4月エンディングテーマ |
| 2021年 | キャスパー                   | YouTube配信ドラマ『惑星サザーランドへようこそ』主題歌                                          |
| 2021年 | 異星人と熱帯夜               | 映画『サマーフィルムにのって』主題歌                                                           |
| 2021年 | 異星人と熱帯夜               | 岩手めんこいテレビ『8っぴーサタデー』9月度エンディングテーマ                                   |
| 2022年 | 愛してますっ!                | 長崎NBCラジオ『MUSIC WOLF』6月度エンディングテーマ                                             |
| 2023年 | おどる ひかり                | テレビアニメ『江戸前エルフ』エンディングテーマ                                                 |
| 2023年 | さよuなら                    | テレビ東京系ドラマ『秀吉、スタートアップ企業で働く』主題歌                                     |
| 2023年 | 涙を隠して（Boys Don't Cry） | TBSドラマストリーム『恋愛のすゝめ』エンディングテーマ                                          |
| 2024年 | イエロー                     | 映画『PLAY!〜勝つとか負けるとかは、どーでもよくて〜』主題歌                                    |

## ミュージックビデオ
| 公開日     | 監督                       | 曲名                               | 備考                                         |
| ---------- | -------------------------- | ---------------------------------- | -------------------------------------------- |
| 2019/11/01 |                            | I'm sweet on you (BABY I LOVE YOU) |                                              |
| 2020/04/16 |                            | When I was cityboy(2020)           |                                              |
| 2020/04/29 |                            | 桜町                               |                                              |
| 2020/11/12 | 加藤マニ                   | 我愛你                             |                                              |
| 2021/01/01 | soyatu                     | キャスパー                         | リリックビデオ                               |
| 2021/06/23 | 加藤マニ                   | 悶々                               | 出演：中尾有伽/丈唯                          |
| 2021/08/01 | 後藤庸介                   | 異星人と熱帯夜                     | 出演：伊藤万理華/タカハシシンノスケ          |
| 2021/10/27 | ITTA                       | LOVE SONG                          | 出演：山本亜依/富塚翼/粂川暁典               |
| 2021/12/25 | 加藤マニ                   | しろくならない                     |                                              |
| 2022/03/15 | 倉本雷大                   | 世田谷代田                         | 出演 : 近岡哲也/榎並利沙                     |
| 2022/05/25 | 加藤マニ                   | 愛してますっ!                      |                                              |
| 2022/10/10 | 大久保拓朗                 | DANCE風呂a! feat. SIKK-O           | ロケーション：鹿島湯                         |
| 2023/02/08 | 元(天国)                   | 1096                               | 撮影協力：花巻市立南城中学校、花巻市文化会館 |
| 2023/04/07 | 市川稜                     | おどる ひかり                      | 出演：葵うたの                               |
| 2023/06/07 | 加藤マニ                   | 在夜市再見 feat. タブゾンビ        | 出演：陳妤蓁・李官庭                         |
| 2023/10/01 | 玉田伸太郎                 | さよuなら                          |                                              |
| 2023/11/23 | 大久保拓朗                 | 涙を隠して(Boys Don't Cry)         | 出演：吉名莉瑠                               |
| 2024/01/17 | 劉立                       | 烏托邦                             |                                              |
| 2024/03/08 | 市川稜                     | イエロー                           |                                              |
| 2024/05/15 | Rui Ito(天国)              | 生活                               |                                              |
| 2024/06/12 | 加藤マニ                   | DANCE扁桃体                        |                                              |
| 2024/08/01 | オカダワタル(stacks)       | 真夏のジャイガンティック           | 出演：HIKI                                   |
| 2024/11/18 | 小林一真(UUWorks/Bearwear) | 君の彼氏になりたい                 |                                              |
| 2025/02/26 | 小林一真(UUWorks/Bearwear) | Ghost feat.洪佩瑜                  |                                              |
| 2025/06/25 | オカダワタル(stacks)       | ダンスする惑星                     | 出演：Kanata Tanaka                          |